# Редленд (Меріленд)
Редленд (англ. Redland) — переписна місцевість (CDP) в США, в окрузі Монтгомері штату Меріленд. Населення — 18 592 особи (2020).

## Географія
Редленд розташований за координатами 39°8′2″ пн. ш. 77°8′42″ зх. д. / 39.13389° пн. ш. 77.14500° зх. д. (39.133840, -77.145083).  За даними Бюро перепису населення США в 2010 році переписна місцевість мала площу 18,74 км², з яких 18,29 км² — суходіл та 0,45 км² — водойми.

## Демографія
Згідно з переписом 2010 року, у переписній місцевості мешкали 17 242 особи в 5393 домогосподарствах у складі 4400 родин. Густота населення становила 920 осіб/км².  Було 5596 помешкань (299/км²).
Расовий склад населення:
| - 52,4 % — білих - 16,8 % — азіатів - 15,4 % — чорних або афроамериканців - 0,4 % — корінних американців - 0,1 % — вихідців з тихоокеанських островів - 10,5 % — осіб інших рас |

До двох чи більше рас належало 4,4 %. Частка іспаномовних становила 25,4 % від усіх жителів.
За віковим діапазоном населення розподілялося таким чином: 25,9 % — особи молодші 18 років, 64,4 % — особи у віці 18—64 років, 9,7 % — особи у віці 65 років та старші. Медіана віку мешканця становила 36,8 року. На 100 осіб жіночої статі у переписній місцевості припадало 98,2 чоловіків;  на 100 жінок у віці від 18 років та старших — 96,1 чоловіків також старших 18 років.
Середній дохід на одне домашнє господарство  становив 127 845 доларів США (медіана — 101 331), а середній дохід на одну сім'ю — 138 650 доларів (медіана — 109 983). Медіана доходів становила 69 130 доларів для чоловіків та 52 415 доларів для жінок. За межею бідності перебувало 5,5 % осіб, у тому числі 9,9 % дітей у віці до 18 років та 2,5 % осіб у віці 65 років та старших.
Цивільне працевлаштоване населення становило 9569 осіб. Основні галузі зайнятості: освіта, охорона здоров'я та соціальна допомога — 21,0 %, науковці, спеціалісти, менеджери — 19,4 %, роздрібна торгівля — 12,4 %, публічна адміністрація — 10,0 %.